# Barlinek (gromada)
Barlinek – dawna gromada, czyli najmniejsza jednostka podziału terytorialnego Polskiej Rzeczypospolitej Ludowej w latach 1954–1972.
Gromady, z gromadzkimi radami narodowymi (GRN) jako organami władzy najniższego stopnia na wsi, funkcjonowały od reformy reorganizującej administrację wiejską przeprowadzonej jesienią 1954 do momentu ich zniesienia z dniem 1 stycznia 1973, tym samym wypierając organizację gminną w latach 1954–1972.
Gromadę Barlinek z siedzibą GRN w Barlinku (mieście nie wchodzącym w jej skład) utworzono – jako jedną z 8759 gromad na obszarze Polski – w powiecie myśliborskim w woj. szczecińskim na mocy uchwały nr V/47/54 WRN w Szczecinie z dnia 5 października 1954. W skład jednostki weszły obszary dotychczasowych gromad Moczkowo, Osina, Ożar, Równo i Żydowo oraz miejscowość Dzikówko z dotychczasowej gromady Dzikowo ze zniesionej gminy Barlinek w tymże powiecie. Dla gromady ustalono 13 członków gromadzkiej rady narodowej.
1 stycznia 1962 do gromady Barlinek włączono miejscowości Płonno, Uklejka, Ogard, Pogorzela, Parsko, Błonie, Trzebinia, Krzynka, Poddębie, Prądno, Luśno, Chmieliniec, Okno, Moczydło, Sitno, Sucha i Okunie ze zniesionej gromady Krzynka oraz miejscowości Dzikowiec, Dzikowo, Kryń, Luble, Piaśnica, Pustać, Rychnów, Rychnówek, Skorce i Słonki ze zniesionej gromady Rychnów w tymże powiecie.
1 stycznia 1972 do gromady Barlinek włączono obszar zniesionej gromady Mostkowo oraz miejscowości Łubianka, Pustać, Słowicze, Więcław i Wilczyska ze zniesionej gromady Karsko w tymże powiecie.
Gromada przetrwała do końca 1972 roku, czyli do kolejnej reformy gminnej. 1 stycznia 1973 w powiecie myśliborskim reaktywowano gminę Barlinek.